# Luc Viudès
Luc Viudès (Francia, 31 de enero de 1956) es un atleta francés retirado especializado en la prueba de lanzamiento de peso, en la que consiguió ser subcampeón europeo en pista cubierta en 1981.

## Carrera deportiva
En el Campeonato Europeo de Atletismo en Pista Cubierta de 1981 ganó la medalla de plata en el lanzamiento de peso, llegando hasta los 19.41 metros, tras el finlandés Reijo Ståhlberg (oro con 19.88 metros) y por delante del yugoslavo Zlatan Saracevic (bronce con 19.40 metros).